# Cim de la Canal Mala
El Canal Mala és una muntanya de 2.422 metres que es troba entre els municipis de Setcases i de Vilallonga de Ter, a la comarca catalana del Ripollès.